# NGC 4479
NGC 4479 é uma galáxia lenticular (SB0) localizada na direcção da constelação de Coma Berenices. Possui uma declinação de +13° 34' 41" e uma ascensão recta de 12 horas, 30 minutos e 18,3 segundos.
A galáxia NGC 4479 foi descoberta em 8 de Abril de 1784 por William Herschel.